# عدو المرأة (فلم 1966)
عدو المرأة هو فيلم مصري عرض عام 1966، بطولة نادية لطفي ورشدي أباظة، ومن إخراج محمود ذو الفقار.

## قصة الفيلم
دكتور عيسى الأيوبي (رشدي أباظة) كاتب ومفكر، يظهر عداوته للمرأة، حتى لقب بعدو المرأة، وذلك لأن أمه قد تزوجت بعد وفاة والده، وكان زوجها قاسيا، فانعزل عن والدته، وعندما دخل الجامعة تعرف على فتاة أقامت معه علاقة حب، وكانت طوال سنوات الدراسة تأخذ منه المحاضرات، ويكتب لها الأبحاث، وعند التخرج تزوجت من آخر، فحقد على النساء جميعا، واعتبرهن حشرات. دعته المذيعة التليفزيونية سعاد طه (ليلى طاهر) للقاء تليفزيوني على الهواء، ليواجه عضوات جمعية نساء الطليعة المدافعة عن حقوق المرأة، فهاجمهن بعنف، مطالبا بعودة المرأة للمنزل، حيث مكانها الطبيعى، مما أثار استياء العضوة نادية عبد الفتاح (نادية لطفي) خريجة الحقوق، فتراهنت مع ابن خالتها محسن (سمير صبري)، وصديقاتها ميمي (ميمي جمال) وسميرة (سامية شكري) وعفاف (شاهيناز) والمذيعة سعاد على مائة جنيها للإيقاع بالدكتور عيسى بحبائل حبها. استغلت نادية يوما ممطرا، وتوجهت لمنزل الدكتور مبتلة، طالبة للعون، فاستضافها وأمدها بملابس، وصنع لها الشاي، فانسكب الماء المغلي على يديه فاحترقت، وربطت له يديه بالشاش، واستغلت عدم قدرته على استعمال يديه في مساعدته، رغم أنف خادمه أبو حسين (شفيق نور الدين) الذي يكره النساء، بسبب خيانة زوجتة له.أما سكرتيره كامل (عبد المنعم إبراهيم) فلم يكن مؤمنا بأفكاره عن المرأة، فطالبه بالاقتراب منهن لدراسة أفكارهن. وطوال فترة علاجه ظلت نادية تتردد على منزله يوميا وتناقشه في أفكاره، حتى وقعا سويا في شبكة الحب، وتغير رأي الدكتور عيسى في المرأة، ودعته نادية لحفل رأس السنة في منزلها، ولكن ابن خالتها محسن تعمد وزميلته ميمي أن يسمعا الدكتور عيسى بأمر الرهان الذي اتفقت عليه نادية للإيقاع به في الحب، ثم فضحه أمام الجميع. هرب عيسى من المنزل، وكفر بالحب، وقرر الانتقام بمقالة قاسية في الجريدة، هاجم فيها عضوات جمعية نساء الطليعة، مما عرضه لمحاكمة كاد أن يسجن فيها، لولا اعتراف نادية للقاضي (عباس رحمي) بالمؤامرة التي دبرت ضده وأدت لهذه المقالة فحكم عليه بالغرامة، وخرجت نادية من حياته. وطلب مقابلة تليفزيونية مع المذيعة سعاد طه أعلن فيها تغير رأيه في النساء، وبحث عن نادية حتى وجدها واعترف لها حبه وتزوجها.

## طاقم التمثيل
- نادية لطفي: (نادية عبد الفتاح)
- رشدي أباظة: (عيسى الأيوبي)
- ليلى طاهر: (سعاد)
- عبد المنعم إبراهيم: (كامل)
- شفيق نور الدين: (أبو حسين)
- زينب صدقي: (والدة محسن - خالة نادية)
- سمير صبري: (محسن)
- شاهيناز: (عفاف)
- ميمي جمال: (ميمي)
- كوثر شفيق
- سامية شكري: (سميرة)
- علية عبد المنعم: (المحامية)
- ماري باي باي: (إحدى حاضرات الندوة)
- عباس رحمي: (القاضي)
- عبد العظيم كامل: (الدكتور محمود)
- سميحة محمد

## فريق العمل
- إخراج: محمود ذو الفقار
- قصة: محمد التابعي
- سيناريو وحوار: محمد أبو يوسف
- مدير التصوير: وحيد فريد
- مونتاج: حسين أحمد
- موسيقى تصويرية: ميشيل يوسف
- إنتاج: شركة القاهرة للسينما (صبحي فرحات)
- توزيع: الشركة العامة لتوزيع وعرض الأفلام السينمائية